# پاتریک مک وی
پاتریک مک وی (انگلیسی: Patrick McVey; ۱۷ مارس ۱۹۱۰ – ۶ ژوئیهٔ ۱۹۷۳) بازیگر اهل ایالات متحده آمریکا بود.
از فیلم‌ها یا برنامه‌های تلویزیونی که وی در آن نقش داشته‌است می‌توان به مهمانان اشاره کرد.